# 岡崎市立山中小学校
岡崎市立山中小学校（おかざきしりつ やまなかしょうがっこう）は、愛知県岡崎市舞木町にある公立小学校。

## 概要

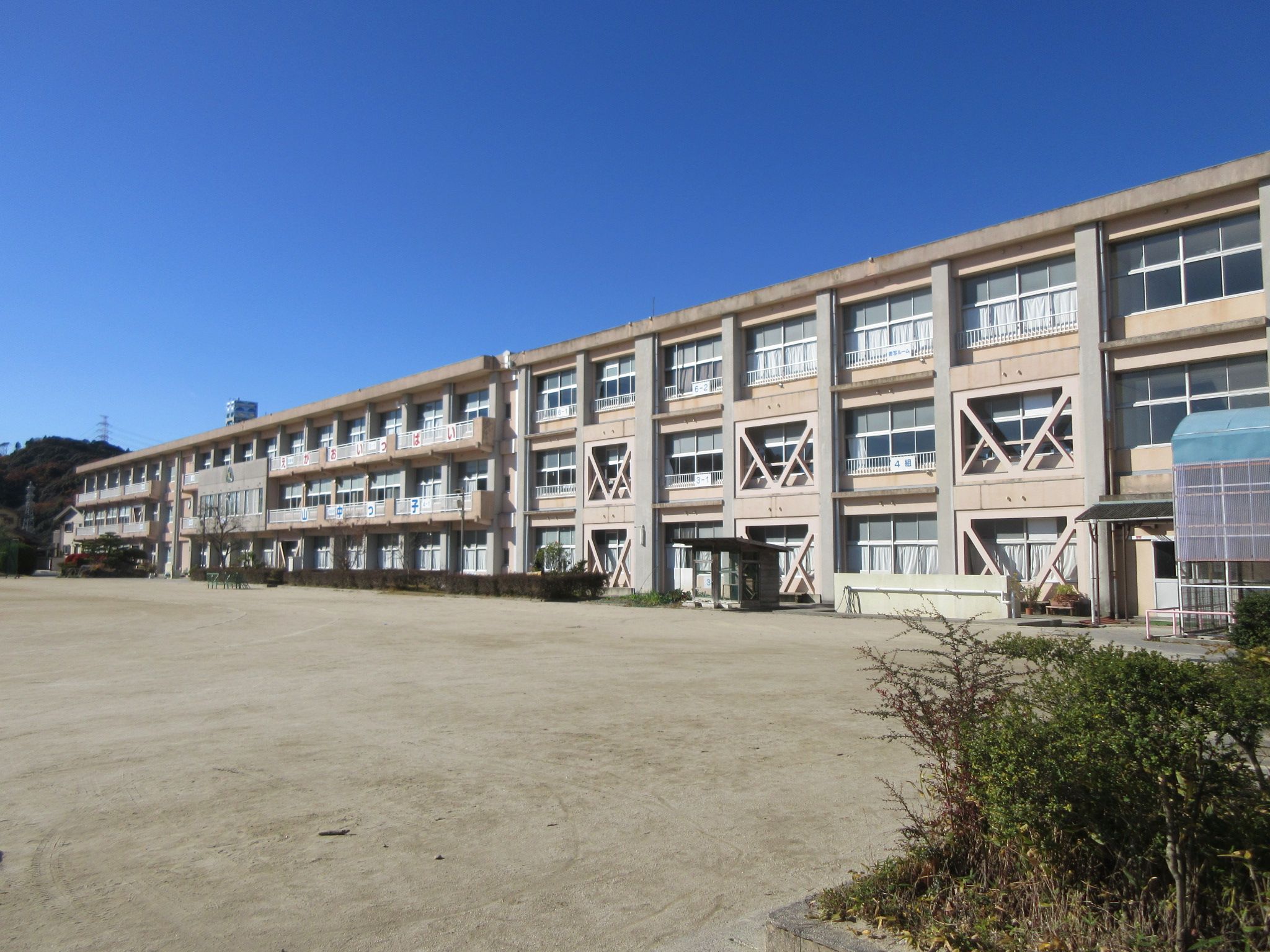
校舎

1880年（明治13年）9月10日に創立した。
竜谷小学校、藤川小学校、本宿小学校とともに、岡崎市立東海中学校の学区を構成する。
| 調査日       | 児童数 | 通常学級 | 特別支援学級 | 出典  |
| ------------ | ------ | -------- | ------------ | ----- |
| 2013年4月8日 | 257人  | 11       | 2            | [ 1 ] |
| 2019年5月1日 | 254人  | 9        | 3            | [ 2 ] |
| 2020年5月1日 | 253人  | 9        | 3            | [ 3 ] |
| 2021年5月1日 | 256人  | 9        | 3            | [ 4 ] |
| 2022年5月1日 | 251人  | 10       | 3            | [ 5 ] |
| 2023年5月1日 | 238人  | 10       | 3            | [ 6 ] |

## 学区
| 町名                           | 進学先     |
| ------------------------------ | ---------- |
| 舞木町、羽栗町、山綱町、池金町 | 東海中学校 |

## 沿革
- 1880年（明治13年） - 第23学区第21小学山中学校として開校[7]。
- 1887年（明治20年） - 尋常小学舞木学校に改称。
- 1947年（昭和22年） - 学校教育法施行、山中村立山中小学校と改称。
- 1955年（昭和30年） - 山中村が岡崎市に合併されたことに伴い、岡崎市立山中小学校と改称。

## 著名な出身者
- 加藤英夫 （元プロ野球選手）[7]
- 青山浩之 （教育者、書家）[7]